# Thomas Chaloner (Naturforscher)
Thomas Chaloner war ein englischer Naturforscher des 16. Jahrhunderts.
Er stammte aus einer Familie von Staatsmännern. Sein Vater John Chaloner war Staatssekretär für Irland unter Königin Elizabeth I. Sein Cousin war der Hofbeamte (Gouverneur des Hofes von Prinz Henry, dem Sohn von James I.) Thomas Chaloner  (1561–1615), mit dem er häufig verwechselt wird.
Als Naturforscher befasste er sich mit den Vorkommen von Kupfer und Alaun, nach denen er in Irland prospektierte. 1584 veröffentlichte er in London A Short Discourse of the most rare Vertue of Nitre, ein Buch das seiner Zeit voraus war. Er nahm gewisse Pflanzen als Anhaltspunkt für das Vorkommen von Alaun im Boden an, darunter auch auf dem Besitz seines Cousins Thomas Chaloner in Yorkshire (im heutigen Gebiet Redcar and Cleveland). Darauf machte sich sein Cousin an die Ausbeute der Vorkommen. 